# Yngve Ahlenius
Yngve Valdemar Ahlenius, född 11 februari 1915 i Marsliden, Vilhelmina socken, död 24 oktober 1995 i Sköns församling, var en svensk konstnär.

## Biografi
Han var son till Kristian Ahlenius och Elisabeth Vesterlund. Ahlenius studerade vid Otte Skölds målarskola och Skånska målarskolan i Malmö. Separat ställde han ut i bland annat Helsingfors, Stockholm, Umeå och Ljungby. Tillsammans med tre andra konstnärer ställde han ut på Louis Hahnes konstsalong i Stockholm 1949 och på Galerie Moderne 1950. Han medverkade i samlingsutställningar med Sveriges allmänna konstförening. Hans konst består av landskapsmålningar från södra Lappland ofta med fjäll på distans i motivet. Yngve Ahlenius är begravd på Fatmomakke kyrkogård.